# Федір Бяконт

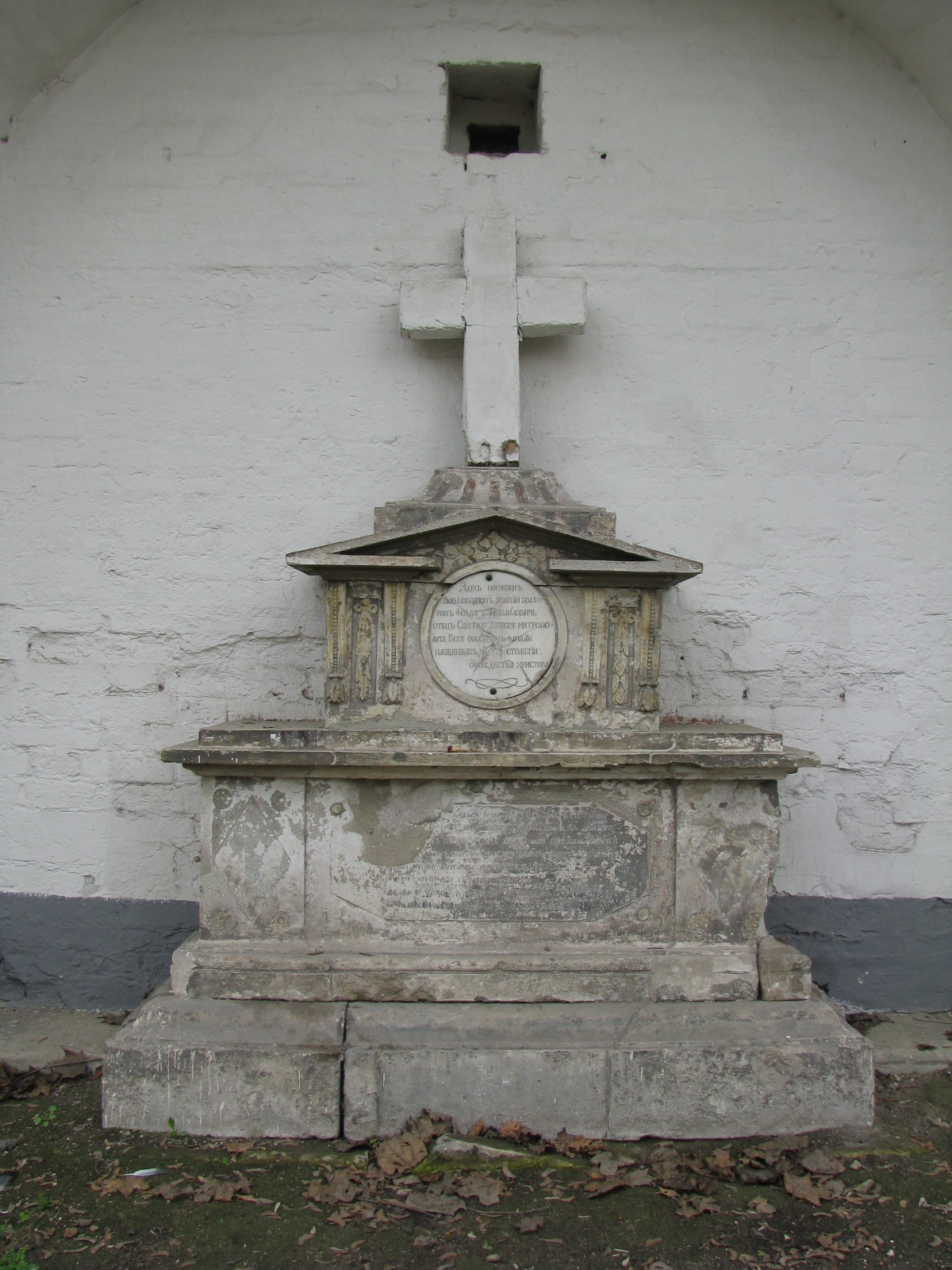
Надгробок боярина Федора Бяконта у Донському монастирі

Федір Бяконт - московський боярин XIV століття, який вважається родоначальником Ігнатьєвих, Плещеєвих та деяких інших дворянських родів.
Він вийшов із простих служивих людей і був першим у своєму роді боярином у Чернігові. Переїхавши до Москви близько 1300 року, став служити московським князям; у великого князя Симеона Гордого був путнім боярином. Похований у Богоявленському монастирі.
Іноді Федора Бяконта ототожнюють із боярином Федором Акінфовичем. Проте згідно з «Государевим родословцем» Федір Акінфович помер бездітним, і жодних документальних підстав для такого ототожнення не існує.

## Сім'я

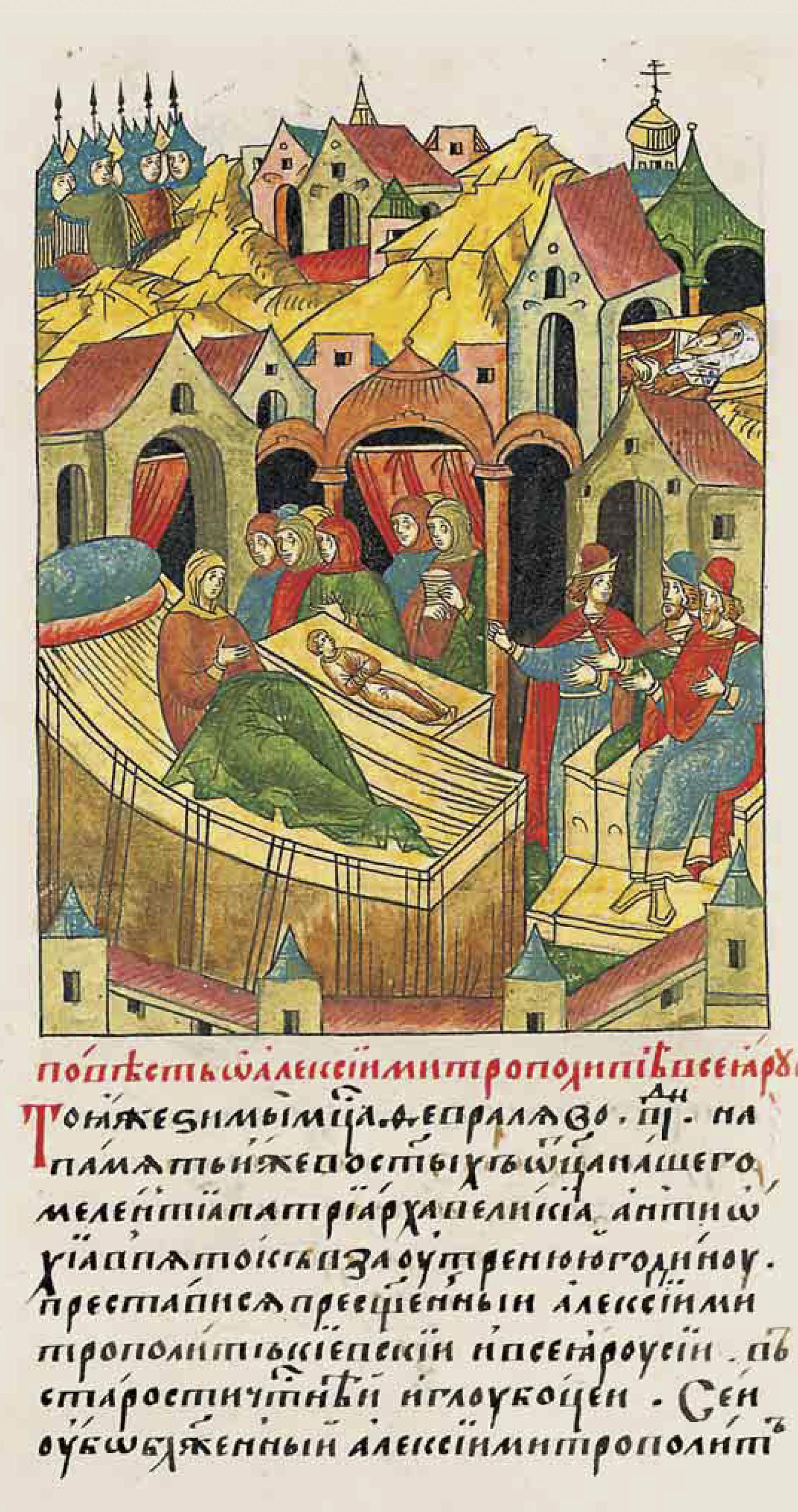
Сцена народження Олексія дружиною Федора Марією

- Його старший син, Алферей (чи інакше прочитання Єлевферій чи Олевферій) у чернецтві Алексій, був вихований митрополитом Феогностом й у 1355 року був поставлений Митрополитом Київським і всієї Русі . Згодом він був канонізований.
- Інші його сини мали прізвисько Плещів; від одного із синів, Феофана, ведеться історія двох відомих дворянських родів: у Феофана було два сини
  - Степан, наданий великим князем Василем Дмитровичем у боярі до митрополита Кіпріана,
  - і другий син, Данило (пом. 1393), багато служив великому князю в Орді, і на Русі, і "по чужих землях";
    - онуки Степана Василь та Федір Юрійовичі були у митрополита Геронтія у боярах;
      - правнуки ж Степана також були в боярах: Богдан Федорович - у митрополита Варлаама, а Чесний Васильович - у митрополитів Іоасафа і Макарія, а також його брат, Семен Васильович на прізвисько Великий, був у боярах у митрополита.

  - У іншого онука Федора Бяконта, Данила Феофановича, був син Костянтин, сини яких Ігнатій та Іван і стали родоначальниками Ігнатьєвих та Жеребцових.
- Ще один син Федора Бяконта, Матвій, мав правнуків Семена та Кіпріана Петровичів, з яких почалися роди, відповідно, Москотиньєвих та П'ятових .
- Ще один значний дворянський рід, Плєщеєвих, пішов від молодшого сина Федора Бяконта Олександра, який був князівським намісником у Костромі (1375), потім боярином.